# منتخب إسكتلندا لدوري الرغبي
منتخب اسكتلندا الوطني لدوري الرغبي هو ممثل اسكتلندا الرسمي في المنافسات الدولية في دوري الرغبي .

## وصلات خارجية
- الموقع الرسمي